# Тил Збройних Сил України
Тил Збройних Сил України  (в/ч А2516) — основний орган військового управління Генерального штабу Збройних Сил України, призначений для організації та здійснення в інтересах усіх видів Збройних Сил (родів військ) тилового та технічного (по службах тилу) забезпечення.

## Історія
16 лютого відзначають міжнародний день тилового забезпечення (починаючи з 1992 року).
Будівництво Тилу Збройних Сил України розпочалося у складних умовах. На момент створення Збройних Сил України були відсутні органи управління тилом центральної ланки. Необхідно було створити штаб тилу Міністерства оборони, центральні органи та відділи забезпечення в службах тилу, управління тилом та штаби тилу видів Збройних Сил.
У грудні 1991 року формування Тилу Збройних Сил України було покладено на заступника начальника Тилу Міністерства оборони полковника Григорія Авдєєва (з 20 лютого 1992 року — генерал-майора), виконувача обов‘язків начальника Тилу Збройних Сил, призначеного з посади начальника штабу тилу авіаційної армії.
З 23 квітня 1992 року керівництво Тилом Збройних Сил України очолив генерал-майор Віктор Гречанінов (з 18 серпня 1992 року — генерал-лейтенант). На посаду начальника Тилу Збройних Сил України він був призначений з посади командира механізованої дивізії. Начальником штабу Тилу 14 липня 1992 року був призначений начальник штабу тилу Прикарпатського військового округу генерал-майор Напольських Анатолій Васильович (з 7 травня 1995 року — генерал-лейтенант).
Заступником начальника Тилу Збройних Сил 14 липня 1992 року був призначений заступник командувача армії по тилу полковник Володимир Кивлюк (з 21 серпня 1993 року — генерал-майор).
У складних умовах розбудови Збройних Сил України були створені штаб і управління Тилу Міністерства оборони.
У 1992 року була розроблена і прийнята перша програми будівництва та розвитку Тилу Збройних Сил України. На базі Київського військового округу був створений тил Центру. Створені тили видів Збройних Сил. Тил ВПС був створений на базі повітряної армії ВГК і очолив його полковник В. В. Павленко (із серпня 1992 року — генерал-майор, із серпня 2000 р. — генерал-лейтенант), тил військ ППО — на базі армії ППО. Створення здійснювалось під керівництвом полковника О. М. Олійника (із серпня 1992 року — генерал-майор), який очолював тил ППО до 1995 року. У період з 1992 по 1994 роки структура цих видів Збройних Сил неодноразово змінювалась як у оперативній, так і у військовій ланках тилу.
Формування тилу ВМС здійснювалося практично на «порожньому» місці, без відповідної інфраструктури тилу, а також в умовах відсутності рішення щодо передачі об‘єктів від Чорноморського флоту. Єдиним вірним кроком у цій ситуації було прийняття командуванням Тилу рішення про створення об‘єктів тилу ВМС шляхом перерозподілу наявних об‘єктів тилу від Одеського військового округу. Були визначені і передані тилу ВМС України ряд складів в містах Севастополь та Євпаторія, військові містечка в Донузлаві й Одесі. Дуже важко вирішувалося також питання щодо підбору кадрів для тилу ВМС.
Подальша розбудова Збройних Сил України вимагала внесення змін в організаційно-штатну структуру військ (сил) і Тилу, в існуючу систему тилового забезпечення, порядку зберігання матеріальних засобів, створення воєнно-наукових закладів, підготовки та розстановки кадрів тилу, пошуку нових джерел отримання матеріальних засобів в умовах інфляції, розробки та забезпечення Збройних Сил новою формою одягу, продовольчого забезпечення офіцерів і прапорщиків (мічманів) та військовослужбовців за контрактом.
Цей великий комплекс заходів із тилового забезпечення військ (сил) виконувався з 15 листопада 1993 року під безпосереднім керівництвом заступника Міністра оборони України по тилу — начальника Тилу Збройних Сил України генерал-полковника Михайліченка Григорія Миколайовича.
Незважаючи на різноманітні труднощі, були закладені основи Тилу Збройних Сил України.
Управління Тилом Збройних Сил України здійснюється через основний орган управління тилу — Тил Міністерства оборони, який організаційно входить до складу центрального апарату Збройних Сил України.
Найменування основного органу управління Тилом Збройних Сил України при будівництві та розвитку Збройних Сил змінювалось: штаб тилу Міністерства оборони України; тил Збройних Сил України; тил Міністерства оборони України.
У вересні 2010 року, після розформування Командування сил підтримки, було створено Тил Збройних Сил (ЗС) України, що дозволило без збільшення штатної чисельності органів військового управління різних ланок уникнути дублювання функцій, підвищити рівень та якість планування забезпечення ЗС України матеріально-технічними засобами, спростити порядок управління та більш жорстко визначити функції, повноваження і персональну відповідальність посадових осіб за їх реалізацію та кінцевий результат.

## Організація
Тил Міністерства оборони України організаційно входить до складу центрального апарату Міністерства оборони України і є основним органом управління тилом Збройних Сил України.
У своїй практичній діяльності Тил керується Конституцією й законами України, постановами Верховної Ради України, указами та розпорядженнями Кабінету Міністрів України, наказами, директивами Міністра оборони України та начальника Генерального штабу Збройних Сил України.
Тилове забезпечення військ (сил) організовується і здійснюється в усіх видах оперативної, бойової та повсякденної діяльності військ (сил) із метою підтримання їх у боєздатному стані, створення сприятливих умов для виконання поставлених завдань. Через органи тилу безпосередньо здійснюється передача військам (силам) необхідних матеріальних засобів.
Тил Збройних Сил України включає:
- тил Центру;

- тил Сухопутних військ;

- тил Повітряних Сил;

- тил Військово-Морських Сил;

- тил оперативних командувань.

## Структура
- Тил Збройних Сил України А2516, м. Київ
- 67 пункт управління системою зв'язку та інформаційних систем Тилу ЗСУ м. Київ
- 25-й окремий полк матеріального забезпечення (Одеська обл., м. Балта, в/ч А1559);
- 777-й окремий полк матеріального забезпечення (Тернопільська обл., м. Бережани, в/ч А1461);
- 55-й окремий автомобільний батальйон («Чорний ліс») (Кіровоградська обл., смт Лісове, в/ч пп В5788);
- 104-й окремий автомобільний батальйон (Черкаська обл., м. Сміла[джерело?], в/ч А1744);
- 1624-й окремий автомобільний батальйон підвезення пального (м. Черкаси, в/ч пп В5975);
- 1647-й окремий автомобільний батальйон (м. Черкаси, в/ч — пп В5912);
- 46-й об'єднаний центр забезпечення (м. Одеса, в/ч А2756);[2]
- 124-й об'єднаний центр забезпечення (м. Львів, в/ч А2678);
- 229-й об'єднаний центр забезпечення (м. Київ, в/ч А2788);
- 531-ша база зберігання (техніки та майна служб тилу) (Миколаївська обл., м. Первомайськ, в/ч А2082);

### Центральне управління забезпечення пально-мастильних матеріалів (м. Київ, в/ч А0125)
- 45-й центр забезпечення пальним (м. Київ, в/ч А3482);
- 74-й центр забезпечення пальним (м. Харків, в/ч А2112);
- 81-й центр забезпечення пальним (Миколаївська обл., с. Костянтинівка, в/ч А3476);
- 94-й центр забезпечення пальним (Київська обл., м. Біла Церква, в/ч А2791);
- 2183-й центр забезпечення пальним (Черкаська обл., м. Сміла, в/ч А4167);
- 194-й склад пального (Закарпатська обл., с. Баркасово, в/ч А3942);
- 304-й склад пального (Рівненська обл., м. Дубно, в/ч А2363);
- 949-та база пального (Дніпропетровська обл., м. Нікополь, в/ч А2110);
- 3097-ма база технічних засобів служби пального (Полтавська обл., м. Лубни, в/ч А2975);[3]

### Центральне управління продовольчого забезпечення (м. Київ, в/ч А0126)
- 219-й продовольчий склад (Вінницька обл., м. Козятин, в/ч А1329);

### Центральне управління речового забезпечення (м. Київ, в/ч А0127)
- 125-й центр забезпечення речовим майном (м. Хмельницький, в/ч А0988);
- 218-й об'єднаний центр забезпечення (м. Харків, в/ч А1361);

### Центральне управління військових сполучень (м. Київ, в/ч А0671)
- Управління військових сполучень на залізничному транспорті (м. Київ);

## Основні завдання
До основних завдань тилу ЗСУ можна віднести:
- визначення потреби військ (сил) у матеріальних засобах по службах тилу, розміщення замовлень через виконавчі органи Державної влади на їх виготовлення підприємствами, установами, організаціями усіх форм власності національної економіки держави, їх отримання та доведення до об'єднань, з'єднань, частин (установ, підрозділів та військовослужбовців).
- проведення ветеринарних заходів;
- накопичення, утримання запасів матеріальних засобів по службах тилу та забезпечення ними військ (сил);
- забезпечення базування авіації та Військово-Морських Сил;
- проведення комплексу заходів щодо забезпечення живучості тилу, його захисту, оборони, охорони та маскування;
- підвезення усіх видів матеріальних засобів та здійснення військових перевезень;
- здійснення заходів торговельно-побутового, квартирно-експлуатаційного і фінансового забезпечення;
- підготовка, експлуатація, технічне прикриття, відновлення шляхів сполучення та транспорту сумісно з органами Міністерства транспорту України;
- виконання заходів технічного забезпечення військ (сил) по службах тилу.

Для керівництва Тилом Збройних Сил у всіх ланках є відповідні органи управління.

## Ремонтно-виробнича база
- Івано-Франківський котельно-зварювальний завод
- 45-й експериментальний механічний завод

## Керівництво з 1991 року

### Начальники Тилу
- Генерал-полковник Курдаков Геннадій Георгійович, Заступник МОУ по Тилу — начальник Тилу Збройних Сил України (з листопада 1987 року по травень 1992 року)
- Генерал-лейтенант Гречанінов Віктор Федорович, Заступник МОУ по Тилу — начальник Тилу Збройних Сил України (з травня 1992 року по жовтень 1993 року)
- Генерал-полковник Міхайліченко Григорій Миколайович, Заступник МОУ по Тилу — начальник Тилу Збройних Сил України (з жовтня 1993 року по травень 2000 року)
- Генерал-полковник Колотов Віктор Миколайович, Заступник МОУ по Тилу — начальник Тилу Збройних Сил України (з травня 2000 року по грудень 2003 року)
- Генерал-майор Завєрюха Олексій Іванович, Начальник Тилу — заступник начальника ГУЛ КСП ЗС України (з листопада 2004 року по листопад 2007 року)
- Генерал-майор Ганущак Віктор Іванович, Заступник начальника ГУЛ з тилу КСП Збройних Сил України (з червня 2008 року по травень 2009 року)
- Генерал-майор Дубчак Володимир Петрович, Заступник начальника ГУЛ з тилу КСП Збройних Сил України (з травня 2009 року по вересень 2010 року)
- Генерал-майор Гороховський Євген Петрович, Начальник Тилу Збройних Сил України (з вересня 2010 року по серпень 2013 року)
- Генерал-майор Павловський Ігор Валентинович, Начальник Тилу Збройних Сил України (з жовтня 2013 року по 8 квітня 2015 року)
- Генерал-майор Гаврилюк Іван, Начальник Тилу Збройних Сил України (квітень 2015 року по березень 2018 року)
- полковник Харахаліль Лендар Февзійович, Начальник Тилу Збройних Сил України (з березня 2018 року)
- Генерал-майор Гусляков Юрій Евдокимович, Начальник Тилу Збройних Сил України (з 2019 року)

### Начальники Центрального управління забезпечення пально-мастильними матеріалами
- полковник Івасютин Андрій Богданович (з 2024)[4][5]

### Начальники Центрального управління продовольчого забезпечення Збройних Сил України
- полковник Копішинський Валерій Григорович (з 2018)[6][7]

## Участь у російсько-українській війні
17 лютого 2015-го, сівши за кермо паливозаправника, полковник Тилу ЗСУ Андрій Лепеха зумів пройти через кільце оточення під Дебальцевим та здійснив дозаправку танків. Загинув на зворотньому шляху біля села Нижнє Лозове — під час артилерійського обстрілу терористами при евакуації вбитих та поранених бійців.

## Інциденти

### Справа розкрадання пально-мастильних матеріалів в Одесі
У липні 2018 року Міністр оборони України Степан Полторак ухвалив рішення про накладення дисциплінарних стягнень щодо причетних до розкрадання палива в Одесі посадових осіб. Недбале ставлення керівництва посадових осіб Тилу Збройних сил України, Центрального управління забезпечення пально-мастильними матеріалами ЗСУ, а також підлеглого йому 46 Об'єднаного центру забезпечення, оцінюється як зрада інтересам ЗСУ під час дії особливого періоду.
Начальник Головного управління розвитку і супроводу матеріального забезпечення Збройних сил України полковник Дмитро Марченко повідомів, що виявлено нестачу пально-мастильних матеріалів в дуже великих розмірах (загальним обсягом 204 тонни). Оцінка загальної суми збитків для держави становить більше 6,4 мільйонів гривен. Крім того, в ході перевірки було виявлено 34 тонни дизельного палива і 2,6 тонни авіаційного палива, загальна сума збитків для держави становить 1,1 млн гривень.